# Barbula translucens
Barbula translucens là một loài rêu trong họ Pottiaceae. Loài này được Salzm. ex Bruch mô tả khoa học đầu tiên năm 1827.